# Boranas
Os Borana Oromo ou Boranas são um grupo étnico pastoril que vive no sul da Etiópia (Oromia) e no norte do Quénia. São um grupo descendente dos Oromas.